# Max Dietze
Max Dietze (* 3. November 1897 in Sehma; † 27. Mai 1940 in Les Amusoires) war ein deutscher Kommunalpolitiker der NSDAP. Er war von 1934 bis 1940 Erster Bürgermeister der Stadt Annaberg im sächsischen Erzgebirge.

## Leben
Dietze bekannte sich schon frühzeitig zum Nationalsozialismus und gehörte 1925 zu den Mitgründern der NSDAP-Ortsgruppe in Annaberg, er war zum 28. Juli des Jahres der Partei beigetreten (Mitgliedsnummer 12.463). Besonders erfolgreich bemühte er sich um Mitgliederwerbung bei den Bauern der umliegenden Orte. 1929 erfolgte seine Wahl in den Annaberger Stadtrat. 1932 wurde er Vorsteher der Stadtverordnetenversammlung und im August 1934 erfolgte seine Ernennung zum 1. Bürgermeister von Annaberg. Dieses Amt, mit dem gleichzeitig der Vorsitz des Theaterdezernats verbunden war, hatte er bis zu seinem Tode 1940 inne. Nachdem er bereits 1939 Wehrdienst geleistet hatte, fiel er im Zweiten Weltkrieg in Belgien.
1938 hatte er maßgeblichen Anteil daran, dass die in Annaberg verbliebenen 16 Juden, die bis 1935/36 den Betsaal der Israelitischen Religionsgemeinde im Hinterhaus des Gebäudes Buchholzer Straße 17 benutzten, vertrieben bzw. in die Vernichtungslager deportiert worden. Er duldete, dass der jüdische Friedhof zerstört und 1940 eingeebnet wurde.